# Lihons
Lihons is een gemeente in het Franse departement Somme (regio Hauts-de-France) en telt 393 inwoners (2006). De plaats maakt deel uit van het arrondissement Péronne.

## Geografie
De oppervlakte van Lihons bedraagt 12,6 km², de bevolkingsdichtheid is 32 inwoners per km².
De onderstaande kaart toont de ligging van Lihons met de belangrijkste infrastructuur en aangrenzende gemeenten.

## Demografie
Onderstaande figuur toont het verloop van het inwonertal (bron: INSEE-tellingen).

## Prins Murat
In Lihons ligt het graf van een achterneef van Napoléon, Louis Marie Michel Joachim Napoléon Prince Murat. Prins Murat stierf hier in 1916 tijdens de Eerste Wereldoorlog.